# Mosquée de Nakhoda

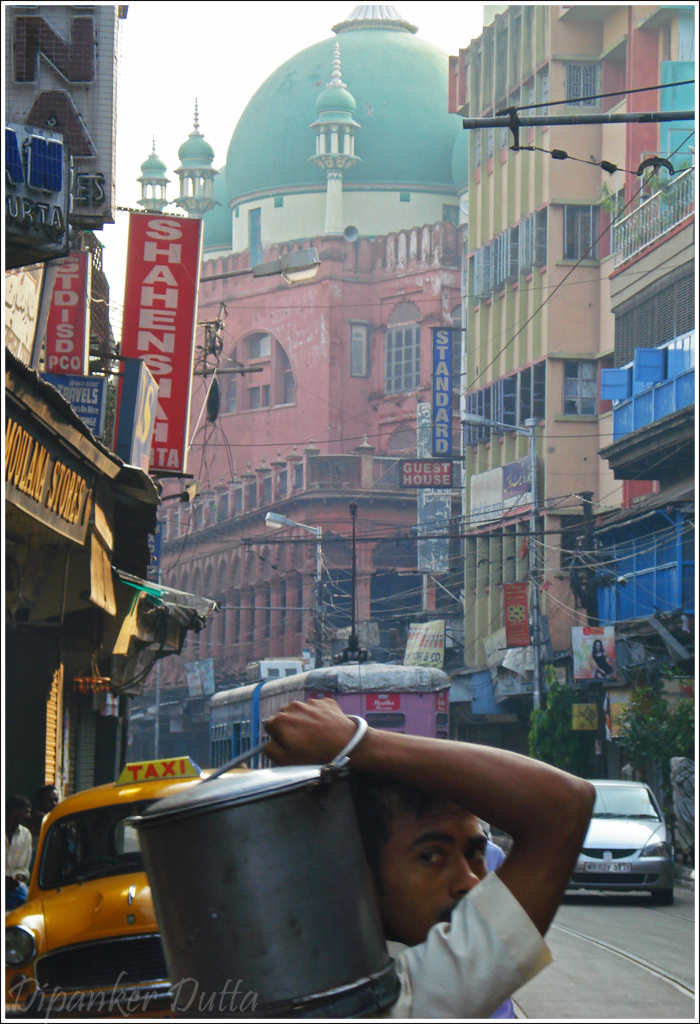
La mosquée de Nakhoda (vue à partir de la 'Rabindra sarani')

La mosquée de Nakhoda est un lieu de prière musulman sis à Burrabazar, un quartier affairé au cœur de la ville de Kolkata (Inde). Principale et spacieuse mosquée de la ville, elle fut construite en 1926 à l'intersection de la 'Zakaria street' et 'Chitpur Road' (aujourd’hui 'Rabindra Sarani').

## Histoire
La première pierre fut posée le 11 septembre 1926. Construite par une famille de riches marchands musulmans, les Nakhodas, la mosquée se veut être une imitation du mausolée élevé sur la tombe de l'empereur moghol Akbar à Sikandar, près d'Agra. Le cout s’éleva à 1.500.000 roupies (en 1926).

## Description

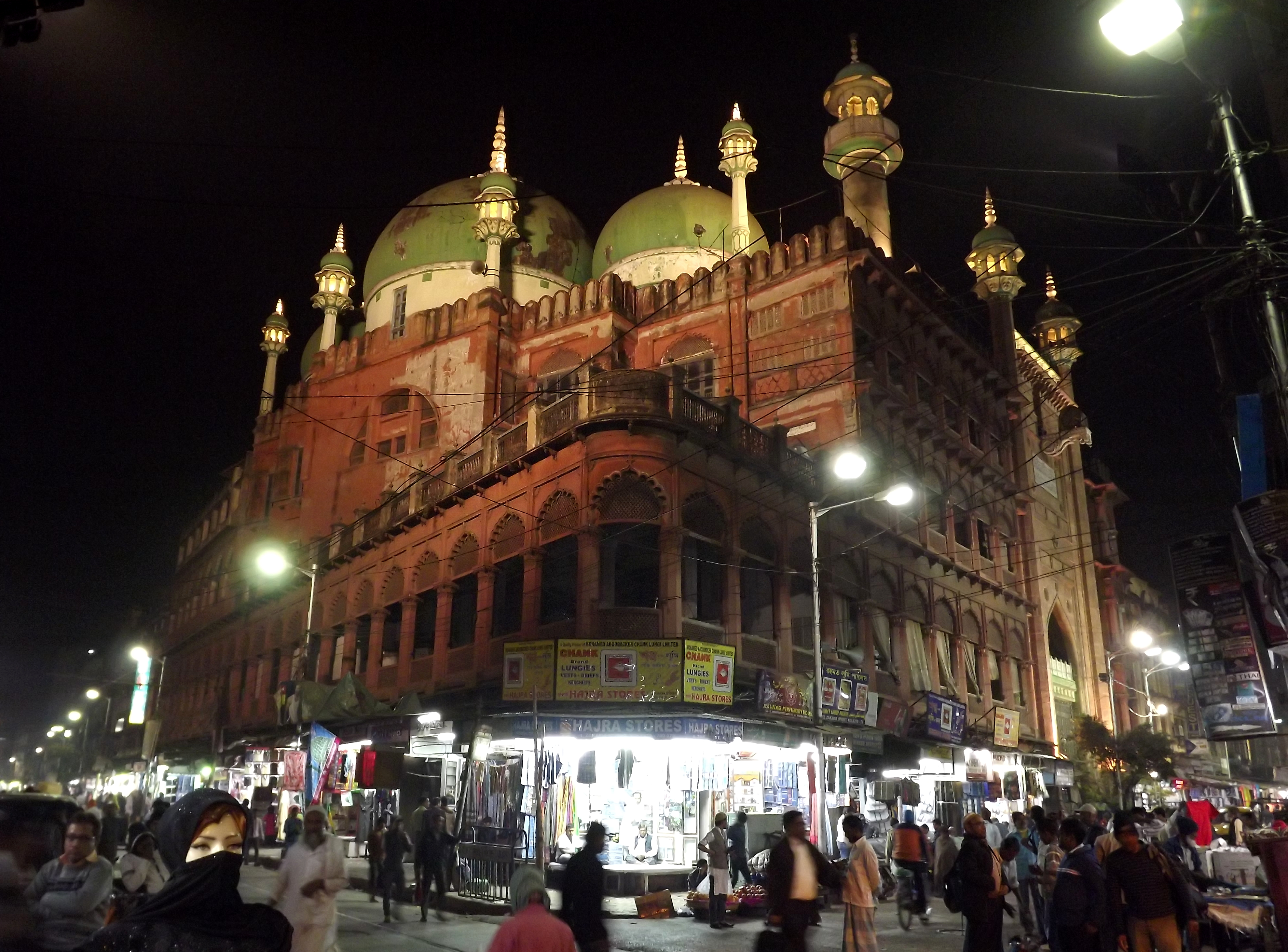
La mosquée de Nakhoda

La vaste salle de prière, dont l’ornementation est opulente, peut recevoir jusqu’à 10.000 personnes. Elle est surmontée de trois dômes flanqués de deux minarets de 50 mètres de haut. Une vingtaine de minarets secondaires aux différentes extrémités supérieures d’un bâtiment massif de trois étages lui donne une certaine élégance, cependant perdue étant donné le manque de perspective et d’espace aux alentours.
Le portail, tout en hauteur, est une imitation de la Buland Darwaza de l’ancienne capitale des empereurs moghols, Fatehpur-Sikri, près d’Agra. Des pierres de granite furent importées de Tolepur, pour son édification.
Située à l’intersection de deux rues très passantes et encombrées la mosquée est entourée de petits commerces et restaurants de rue servant des plats traditionnels de la gastronomie musulmane. Elle est fréquentée par de nombreux fidèles et visiteurs occasionnels.